# 올라잇 뮤직의 음반
이 문서는 All Right Music에서 발매한 음반 목록이다.

## 2010년대
- 2017년 3월 20일 베이식, 빅트레이, 마블제이, B.O - [Digital Single] All Right[1]
- 2017년 4월 28일 베이식 - 맨투맨 OST Part.2[2]
- 2017년 5월 30일 베이식 - [Digital Single] WTF 4:아는 여자
- 2017년 6월 4일 B.O - [Digital Single] 다라다 (DA RA DA)[3]
- 2017년 6월 29일 베이식 - [Digital Single] WTF 5:Real Life
- 2017년 7월 4일 마블제이 - [Digital Single] RESPECT (리스펙트) by 베이식
- 2017년 7월 5일 베이식 - [Digital Single] 조영수 All Star - 케이시,베이식[4]
- 2017년 7월 17일 빅트레이 - [Digital Single] OOH WEE
- 2017년 8월 2일 마블제이 - [Digital Single] 할래말래
- 2017년 11월 20일 베이식 - [Digital Single] STARTER
- 2018년 1월 9일 베이식 - [Digital Single] SM58
- 2018년 1월 18일 B.O - Comfort
- 2018년 2월 27일 마블제이 - Blue Marvel
- 2018년 4월 5일 베이식 - [Digital Single] Foundation Vol.4
- 2018년 7월 11일 B.O - [Digital Single] Stay
- 2018년 7월 30일 베이식 - [Digital Single] Home
- 2018년 8월 17일 베이식 - [Digital Single] Starter (Remix)
- 2018년 10월 5일 B.O - [Digital Single] Close Your Eyes
- 2019년 3월 8일 B.O - [Digital Single] 어린애 (Childlike)

## 2020년 ~ 2022년
- 2020년 10월 20일 마블제이 - [Digital Single] 미녀